# Poecilotheria hanumavilasumica
Poecilotheria hanumavilasumica é uma espécie de aranha pertencente à família Theraphosidae (tarântulas).
Apenas encontrada na ilha Rameshwaram (na Índia) e na porção continental mais próxima. Existirão menos de 500 exemplares adultos. A espécie está criticamente ameaçada de extinção.